# Роза (Німеччина)
Роза (нім. Rosa) — громада в Німеччині, розташована в землі Тюрингія. Входить до складу району Шмалькальден-Майнінген.
Площа — 9,42 км2. Населення становить 674 ос. (станом на 31 грудня 2021).